# Walter Frank Raphael Weldon
Walter Frank Raphael Weldon (Londra, 15 marzo 1860 – Londra, 13 aprile 1906) è stato uno zoologo e statistico inglese, tra i fondatori della rivista Biometrika.